# Xestia argyrea
Xestia argyrea är en fjärilsart som beskrevs av Charles Boursin 1969. Xestia argyrea ingår i släktet Xestia och familjen nattflyn. Inga underarter finns listade i Catalogue of Life.